# Người Albania
Người Albania (tiếng Albania: Shqiptarët) là một nhóm sắc tộc, có nguồn gốc ở Albania, Kosovo và các nước láng giềng. Thuật ngữ này cũng được sử dụng để chỉ các công dân của Cộng hòa Albania. Dân tộc Albania nói tiếng Albania và hơn một nửa dân tộc Albania sống ở Albania và Kosovo Một dân Albanian lớn sống ở Cộng hòa Macedonia và Ý, với các cộng đồng Albanian nhỏ hơn ở Serbia và Montenegro. Đa số người Albani là những người Hồi giáo danh dự (chủ yếu là người Sunni, với thành phần Shia, Sufi và Bektashi nhỏ hơn), và một thiểu số là người theo đạo Cơ đốc (Công giáo và Chính thống giáo Đông phương).
Người Albani đã có nhiều nhân vật nổi bật như Skanderbeg, lãnh đạo kháng chiến thời Albanian thời trung cổ đối với cuộc chinh phục Ottoman và những người khác trong Chiến dịch Thức tỉnh Albania nhằm tìm kiếm sự tự quyết. Trong thế kỷ 17 và 18, người Albani đã chuyển đổi sang Hồi giáo, thường để tránh thuế cao hơn đánh vào các đối tượng Cơ đốc giáo . Là người Hồi giáo, một số Albani đã đạt được các vị trí chính trị và quân sự quan trọng trong Đế quốc Ottoman và văn hóa góp phần vào thế giới Hồi giáo rộng lớn hơn. [41] Albania đã giành được độc lập vào năm 1912 và trong khoảng thời gian từ 1945-1992, Albani đã sống dưới chế độ cộng sản áp bức. Người Albania ở Nam Tư trải qua giai đoạn kỳ thị và tự quyết định cuối cùng đã kết thúc với sự tan rã của quốc gia đó vào đầu những năm 1990, với những người Albani sống ở các quốc gia mới và Kosovo. Ngoài các vùng Balkans phía tây nam của Albania nơi người Albania được đặt theo truyền thống, dân số Albanian thông qua quá trình lịch sử đã hình thành nên những cộng đồng mới góp phần vào đời sống văn hoá, kinh tế, xã hội và chính trị của các cộng đồng dân cư và đất nước của họ cũng như đồng thời thuần hoá.
Giữa thế kỷ 11 và 18, nhiều người Albania di cư từ vùng Albania đương đại để thoát khỏi những khó khăn về chính trị và xã hội khác nhau và/hoặc cuộc chinh phục Ottoman. Một dân số đã trở thành Arvanites định cư ở phía nam Hy Lạp, bắt đầu từ thế kỷ 16 nhưng chủ yếu là trong thế kỷ 19 trở đi được đồng hóa và ngày nay tự nhận mình là người Hy Lạp. Một dân số khác, người đã trở thành Arbëreshë định cư ở miền Nam nước Ý  và tạo thành cộng đồng người Albania lâu đời nhất liên tục sản sinh ra nhiều ảnh hưởng và nhiều nhân vật nổi bật. Các quần thể nhỏ hơn có niên đại di cư vào thế kỷ 18 nằm trên bờ biển Dalmatian của Croatia và các quần đảo rải rác ở miền nam Ukraine.
Cộng đồng người Albania cũng tồn tại ở một số nước khác. Một trong số đó nằm ở Thổ Nhĩ Kỳ. Nó được hình thành trong kỷ nguyên Ottoman thông qua di cư kinh tế và những năm đầu của nước cộng hòa Thổ Nhĩ Kỳ thông qua di dân vì lý do kinh tế và sau đó là các hoàn cảnh xã hội học phân biệt đối xử và bạo lực mà người Albania ở các quốc gia Balkan đang trải nghiệm. Do di sản Ottoman, các quần thể Albani nhỏ hơn cũng tồn tại ở Ai Cập và Levant, cụ thể là Syria. Ở các nước phương Tây, một dân số Albania lớn và có ảnh hưởng tồn tại ở Hoa Kỳ được hình thành từ quá trình di dân liên tục xảy ra từ thế kỷ 19. Các quần thể Albani khác do di cư giữa thế kỷ 19 và 21 được đặt tại Úc, Argentina, New Zealand, Canada, Đức, Bỉ, Anh, Pháp, Thụy Điển, Thụy Sĩ, Slovenia, Croatia, Ý, Phần Lan, Đan Mạch, Na Uy, Áo, Hà Lan, Bulgaria, Hy Lạp và Romania.

## Cước chú
1. ↑   Vị thế chính trị của Kosovo đang trong tình trạng tranh chấp. Sau khi đơn phương tuyên bố độc lập khỏi Serbia vào năm 2008, Kosovo được chính thức công nhận là một nhà nước độc lập bởi 97 trong tổng số 193 (50.3%) nước thành viên LHQ (chưa kể 15 nước khác từng công nhận nhưng sau đó đã rút lại tuyên bố đó), trong khi Serbia tiếp tục tuyên bố đây là một phần lãnh thổ của mình.

1. ↑  Tổng số được thu thập như là tổng các quần thể được tham chiếu (con số thấp nhất và cao nhất) dưới đây trong hộp thông tin.